# تپه سرسام گبری

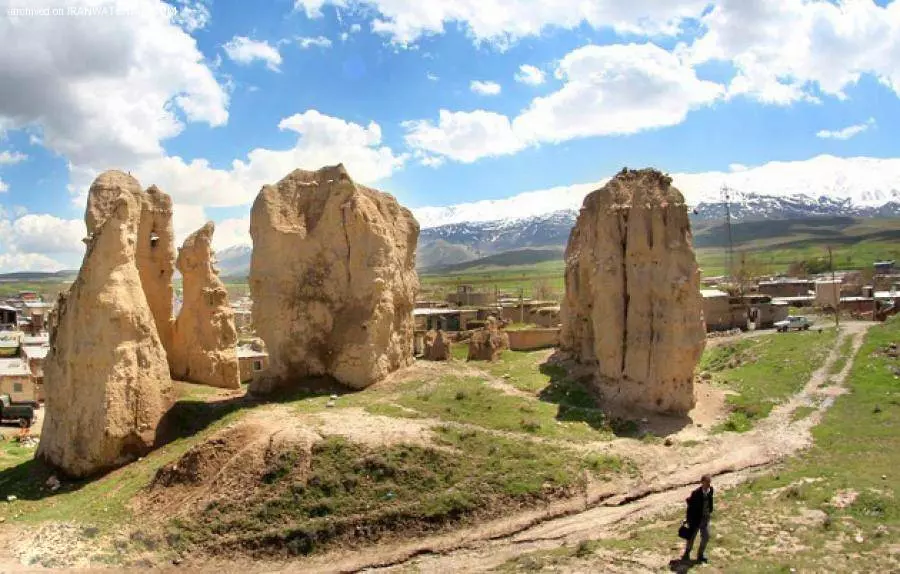

تپه سرسام گبری مربوط به عصر مس - دوره اشکانیان - دوره ساسانیان - سده‌های اولیه دوران‌های تاریخی پس از اسلام است و در شهرستان نهاوند(شهرستان باباقاسم)، بخش مرکزی، دهستان گاماسیاب، ضلع غربی شهرستان بابا قاسم واقع شده و این اثر در تاریخ ۲۵ آبان ۱۳۸۷ با شمارهٔ ثبت ۲۳۶۸۷ به‌عنوان یکی از آثار ملی ایران به ثبت رسیده است.